# Edward Bond
Edward Bond, född 18 juli 1934 i Holloway i Islington, London, död 3 mars 2024 i Great Wilbraham nära Cambridge, var en brittisk dramatiker, regissör och författare.

## Biografi
Bond växte upp i en enklare arbetarklassfamilj i norra London. Under andra världskriget upplevde han som barn bombningarna av London, vilket gjorde ett djupt intryck på honom och kom att lägga en grund för hans framtida verksamhet som dramatiker och teaterman. Hans många verk har ofta skapat kontroverser och upprördhet i Storbritannien med sitt ofta provocerande och våldsamt politiskt samhällskritiska innehåll i en efterföljd av tidigare och samtida så kallade arga unga män inom brittisk teater. Han har genom åren också kommit i konflikt med den ledande brittiska institutionella teatervärlden, som han ofta uppfattat som ovillig att tillhandahålla drägliga konstnärliga arbetsvillkor eller ta till sig den samhällskritiska förnyelse han eftersträvat; detta har lett honom till att publicera sig som teaterteoretiker.
Han har även skrivit poesi och införlivar ofta en lyhörd poetisk ton i många av sina teaterverk, och han räknas till samtidens mest framstående och internationellt etablerade dramatiker. Genombrottet kom med pjäsen Saved / Räddad (1964) om kämpande unga människor utan framtidstro på samhällets sociala botten. Den hade liksom många av hans tidiga pjäser premiär på den progressiva Royal Court Theatre i London. Efter bråken och kontroverserna har han sedan mitten av 1980-talet i princip förbjudit de professionella brittiska teatrarna att framföra hans senare pjäser, som i stället fått sina premiärer utomlands eller på universitetsteatrar eller liknande. Han har även arbetat som regissör och skrivit en del för film, opera och balett. Merparten av hans verk finns utgivna i bokform på engelska.

## Verköversikt
Teaterpjäser (tillkomstår, uppgifter om eventuell urpremiärs regissör, plats och datum)
- The Pope's Wedding (1961–62) Keith Johnstone, Royal Court Theatre, London, 9 december 1962
- Saved / Räddad (1964) William Gaskill, English Stage Society, Royal Court Theatre, London, 3 november 1965
- Early Morning / Tidig morgon (1965–67) William Gaskill, English Stage Society, Royal Court Theatre London, 31 mars 1968
- Narrow Road to the Deep North / Den smala vägen mot djupan nord (1968) Jane Howell, Belgrade Theatre, Coventry, 24 juni 1968
- Black Mass (1970) David Jones, Lyceum Theatre, London, 22 mars 1970
- Passion "a Play for CND" (1971) Bill Bryden,  CND Festival of Life on Easter, Alexandra Park Racecourse, April 11, 1971
- Lear (1969–71) William Gaskill, Royal Court Theatre London, September 29, 1971
- The Sea "a comedy" / Havet (1971–72) William Gaskill, Royal Court Theatre London, 22 maj 1973
- Bingo "scenes of money and death" / Bingo (1973) Jane Howell & John Dove, Northcott Theatre Exeter, 14 november 1973
- The Fool "scenes of bread and love" (1974) Peter Gill, Royal Court Theatre London, November 18, 1975
- A-A-America !: Grandma Faust "a burlesque" (1976) Jack Emery, Inter-Action's Ambiance Lunch-Hour Theatre Club, Almost Free Theatre, London 25 oktober 1976 +
- The Swing "a documentary" (1976) Jack Emery, Inter-Action's Ambiance Lunch-Hour Theatre Club, Almost Free Theatre, London November 22, 1976
- Stone "a short Play" (1976) Gerald Chapman, Gay Sweatshop, Institute of Contemporary Arts, London, 8 juni 1976
- The Woman "scenes of war and freedom" / Kvinnan (1974–77) Edward Bond, National Theatre (Olivier Stage), London, 10 augusti 1978
- The Bundle or New Narrow Road To The Deep North (1977) Howard Davies, Royal Shakespeare Company, The Warehouse Theatre, London, 13 januari 1978
- The Worlds (1979) Edward Bond, Newcastle University Theatre Society, Newcastle Playhouse, 8 mars 1979
- Restoration "a pastorale" / Benådningen, även Chikanen (1979–1980) Edward Bond, Royal Court Theatre, London, 22 juli 1981
- Summer "a European play" / Sommar (1980–81) Edward Bond, National Theatre (Cottlesloe Stage), London, 27 januari 1982
- Derek (1982) Nick Hamm, Royal Shakespeare Company, The Other Place, Stratford On Avon, 18 oktober 1982
- Human Cannon (1979–1983) Dan Baron Cohen, Quantum Theatre, Manchester, 2 februari 1986
- The War Plays:Red Black and Ignorant (1983–84) Nick Hamm (as The Unknown Citizen), Royal Shakespeare Company, festival "Thoughtcrimes", Barbican Pit, London, 19 januari 1984 +
- The Tin Can People (1984) Nick Philippou, Bread and Circus Theatre, Midlands Art Centre, Birmingham, 4 maj 1984 +
- Great Peace (1984–85) Nick Hamm, Royal Shakespeare Company, Barbican Pit, London, July 17, 1985; premiär som en trilogi tillsammans: Nick Hamm, Royal Shakespeare Company, Barbican Pit, London, 25 juli 1985
- Jackets or The Secret Hand (1986) Keith Sturgess, Department of Theatre Studies, University of Lancaster, Nuffield studio, Lancaster, 24 januari 1989
- In the Company of Men / Män (1987–88) Alain Françon (som La Compagnie des hommes), Théâtre de la Ville, Paris, September 29, 1992
- September (1989) Greg Doran, Canterbury Cathedral, Canterbury, September 16, 1989
- Olly's prison (1990) (stage version) Jorge Lavelli (som Maison d'arrêt), Festival d'Avignon, 15 juli 1993
- Tuesday (stage version) Claudia Stavisky (som Mardi), Théâtre de la Colline, Paris, November 23, 1995
- Coffee "a tragedy" (1993–94) Dan Baron Cohen, The Rational Theatre Company, Chapter Art Centre, Cardiff, November 27, 1996
- At the Inland Sea, "a play for young people" (1995) Geoff Gillham, Big Brum Theatre in Education Company, Broadway School, Aston, Birmingham, 16 oktober 1995
- Eleven Vests (1995–97) Geoff Gillham, Big Brum Theatre in Education Company, Birmingham, 7 oktober 1997
- The Crime of the twenty-first Century (1996–98) Leander Haussman (som "Das Verbrechen des 21. Jahrhunderts"), Schauspielhaus, Bochum, 28 maj 1999
- The Children (1999) Claudette Bryanston, Classwork Theatre, Manor Community College, Cambridge, 11 februari 2000
- Have I None / Ingen jag har (2000) Chris Cooper, Big Brum Theatre-in-Education Company, Birmingham, November 2, 2000
- Existence (2002) (scenversion) Christian Benedetti, Studio Théâtre, Alfortville, 28 oktober 2002
- Born (2002–03) Alain Françon (som Naître), Festival d'Avignon, 10 juli 2006
- The Balancing Act (2003) Chris Cooper, Big Brum Theatre in Education Company, Birmingham, Oktober 2003
- The Short Electra (2003-4) John Doona, Young People Drama Festival, 13 mars 2004
- People (2005)
- The Under Room (2005) Chris Cooper, Big Brum Theatre in Education Company, 9 oktober 2005
- Chair, stage version ( 2005) Alain Françon (som Chaise) Festival d'Avignon, 18 juli 2006
- Arcade (2006) John Doona, Chester, September 21, 2006
- Tune (2006) Chris Cooper, Big Brum Theatre-in-Education Company, 2007
- Innocence (2008)
- A Window (2009) Chris Cooper, Big Brum Theatre in Education Company, November 2009
- There Will Be More (2010) Adam Spreadbury-Maher, Good Night Out Presents, The Cock Tavern Theatre, 26 oktober 2010
- The Edge (2011)

TV-produktioner
- Olly's Prison, (1990) producerad december 1991, (Roy Battersby) sänd: BBC2, Maj 1993
- Tuesday (1992) producerad Mars 1993, (Sharon Miller och Edward Bond), sänd: BBC Schools Television, Juni 1993

Radioteater
- Chair (2000), sänd: BBC Radio 4, April 8, 2000
- Existence (2002), sänd: BBC Radio 4, Maj 2002

Andra opublicerade verk
- The Tragedy, för television, 1950-tal
- "He jumped but the bridge was burning", 1950-tal
- The Asses of Kish, 1956-7
- Too Late Now, för television, ca 1957
- The Broken Shepherdess, för radio, ca 1958
- Sylo's New Ruins, för television, ca 1958
- The Performance för television, ca 1958
- The Best Laid Schemes, för television, ca 1958
- A Woman Weeping, ca 1957
- The Roller Coaster, ca 1958
- Klaxon in Aetreus’ Place, 1958
- The Fiery Tree, 1958
- I Don’t Want to Be Nice, 1959
- The Golden Age, 1959
- The Outing, 1959–60
- Kissing The Beast, för radio, 1960
- The Palace of Varieties in the Sand, 1975–76

Operalibretti (med musik av Hans Werner Henze)
- We Come to the River "Actions for Music in Two Parts and Eleven Scenes", 1972 74, The Fool, Londres, Eyre Methuen, 1976
- The Cat "a story for music" / Den engelska katten 1979, Restoration, London, Methuen, 1982, baserad på Honoré de Balzac's Peines d'amour d'une chatte anglaise, (inspelad som: The English Cat, "Ein Geschichte für Sänger und Instrumentalisten von Edward Bond", Parnassus Orchestra London, dir.: Markus Stenz-Peter Doll, Mayence, Wergo, 2 CD, WER 62042, 1989

Balettlibretti
- Text for a Ballet: for Dancers, Chorus and Orchestra (1977), partially published as From an Unfinished Ballet, in Theatre Poems and Songs, London, Methuen, 1980
- Orpheus "a story in six scenes" (1977 78), musik av Hans Werner Henze, för William Forsythe
- Burns "a piece for dancers and musicians" (1985), för Midland Ballet Company

Filmmanus
- Blowup, med Julio Cortázar, (Michelangelo Antonioni), 1967
- Michael Koolhas, efter Heinrich von Kleist (Volker Schlöndorff) 1968
- The Nun of Monza (Eriprando Viscont), 1969
- Laughter in the Dark, efter Vladimir Nabokov, (Tony Richardson) 1969
- The Walkabout, efter J. Vance Marshall, (Nicholas Roeg) 1971
- Nicholas and Alexandra, (Franklin D. Schaffner), 1971
- Days of Fury (/One Russian Summer), (Antonio Calenda), 1973
- The Master Builder, efter Henrik Ibsen, 1974 75 (ej producerad)
- Ithaca, efter Homeros, 1998–99, (ej producerad)